# Маршал Королевских Таиландских ВВС
Маршал Королевских Таиландских ВВС (тайск. จอมพลอากาศ) — высшее воинское звание в Королевских ВВС Таиланда. Соответствует званию «Фельдмаршал» в Сухопутных войсках Таиланда и званию «Адмирал флота» в Королевском ВМФ Таиланда. Является «пятизвёздным» званием (по применяемой в НАТО кодировке — OF-10).

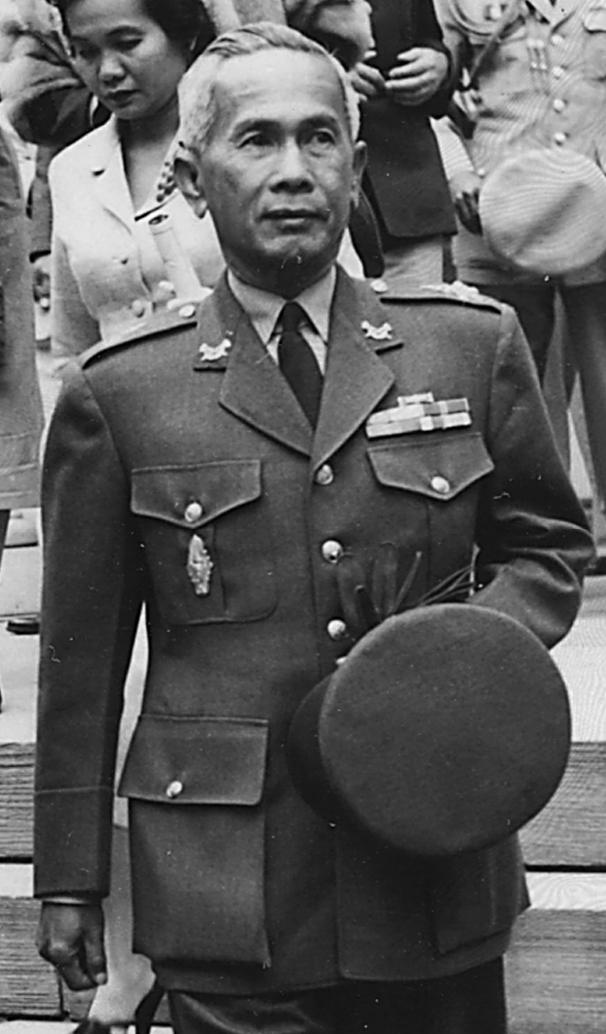
Плек Пибунсонгкрам - один из носителей данного звания (1941)

Следует за званием «Главный маршал авиации» и является высшим званием для военнослужащих Военно-воздушных сил. Является прямым аналогом британского звания «Маршал Королевских ВВС».

## История
Звание было официально учреждено вместе с остальными воинскими званиями ВВС в 1937 году при официальном создании Военно-воздушных сил Таиланда как отдельного вида Вооружённых сил. Король Таиланда как Верховный Главнокомандующий автоматически становится Маршалом Королевских ВВС при вступлении на престол. Всего данное звание было присвоено 10 раз: 3 Королям Таиланда (Рама VIII, Рама IX и Рама X) и 7 государственным деятелям Таиланда.

## Положение о звании
Сегодня звание присваивается членами Королевской семьи Таиланда в качестве церемониального и формально существует в Военно-воздушных силах Таиланда. После событий 14 октября 1973 года звание не присваивается офицерам ВВС (последним офицером, которому было присвоено звание Маршала Королевских ВВС, был Прапат Чарусатьен).

## Галерея

Погон
Штандарт